# Rue des Bateliers (Strasbourg)
Pour les articles homonymes, voir Rue des Bateliers.
La rue des Bateliers, est une rue de la ville de Strasbourg, en France.

## Localisation
La rue est située dans le quartier de la Krutenau, qui est englobé dans le quartier Bourse - Esplanade - Krutenau.
D'une longueur de 180 m, elle débute quai des Bateliers, est orientée sud-est, et rejoint la rue des Orphelins.

## Histoire et origine du nom

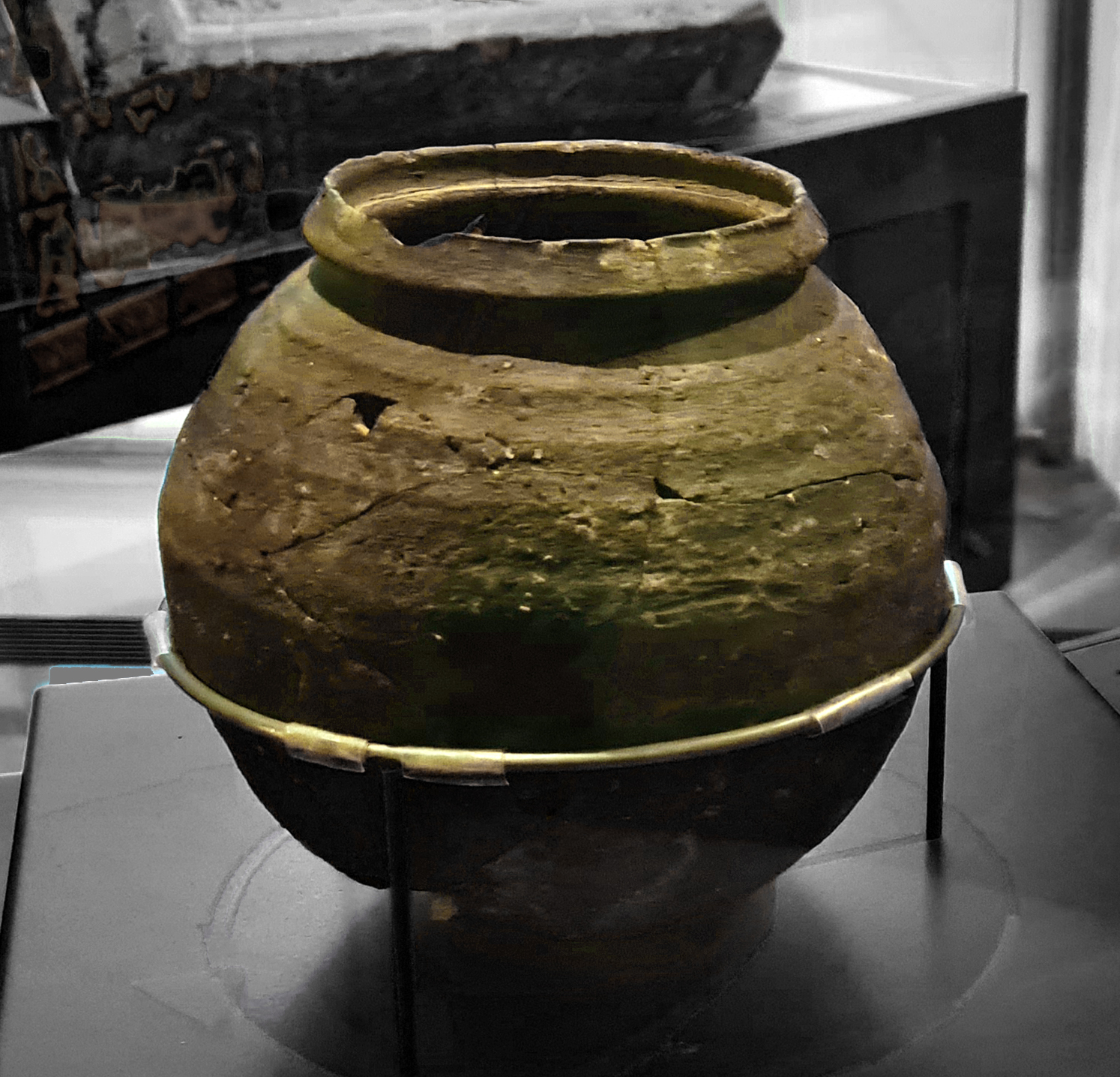
Pot à base hémisphérique, en protogrès (11e-12e s.), trouvé dans la rue des Bateliers.

À l'origine une impasse, la voie a connu différentes appellations, en allemand et en français. Le premier nom connu semble être Sidenfadengesselin (1430). Pour les uns, cette « ruelle du fil à soie » ferait référence à un atelier de fils de soie se trouvant à ce endroit. Pour d'autres, il s'agirait d'un patronyme, Seidenfaden, traduit en « fil de soie ». 
Elle prend ensuite le nom de Neugasse (1580), avec quelquefois la précision « au quai des Bateliers » (am Schiffleutstaden) pour la distinguer de la rue du même nom au quai des Pêcheurs, aujourd'hui la rue Prechter. En 1786 on l'appelle « cul de sac dit Rue Neuve », puis « rue Guimauve » en 1794, et à nouveau « rue Neuve » en 1817.
Toujours une impasse, la voie donne sur les jardins du couvent des Pénitentes ou de Sainte-Madeleine. Elle est prolongée dans les années 1830 jusqu’à la rue des Orphelins. C'est alors (1835) qu'apparaît la « rue des Bateliers ». La voie adopte la traduction allemande (Schiffleutgasse) en 1872 et 1940 et retrouve son nom français, d'abord en 1918, puis à nouveau en 1945.

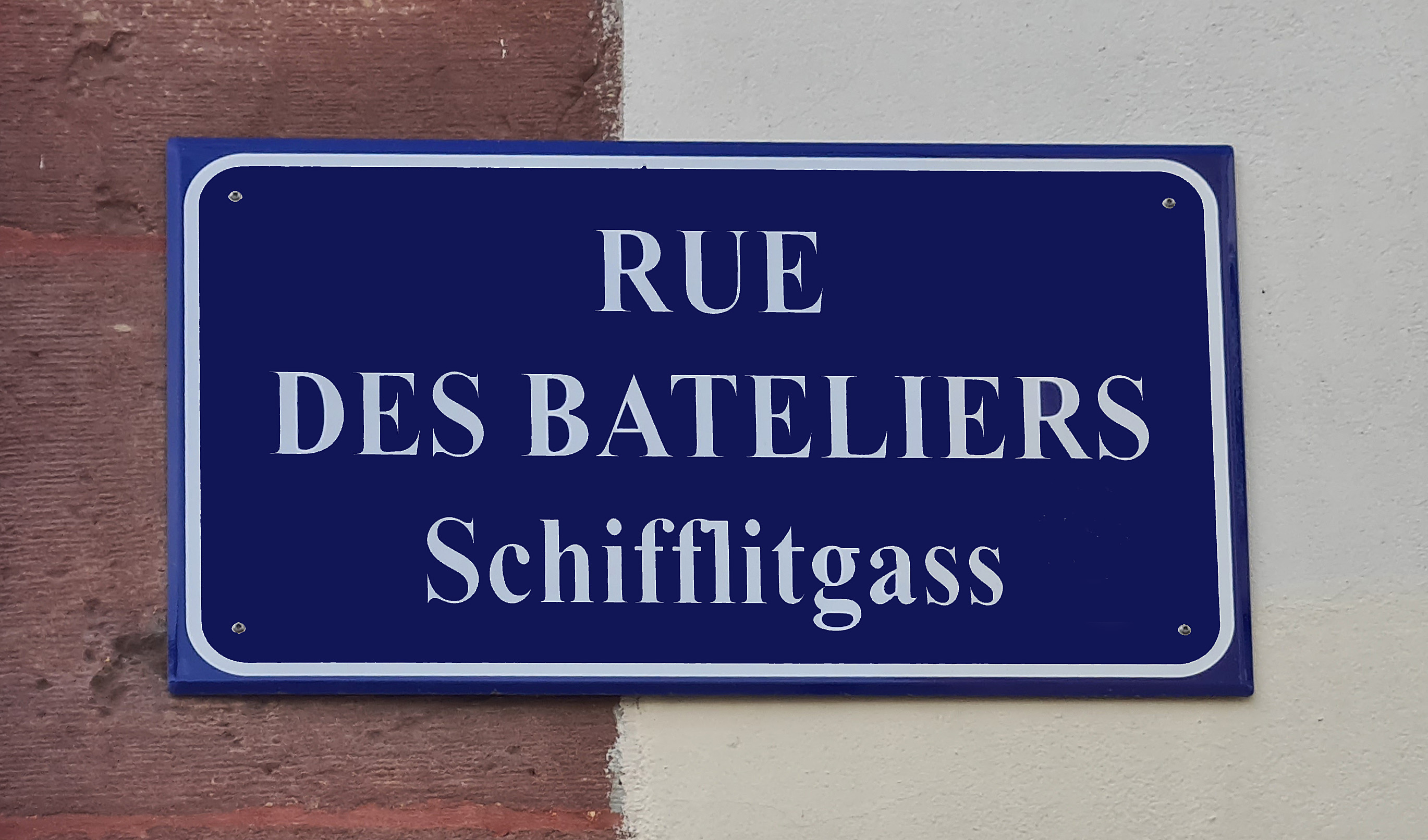
Plaque bilingue, en français et en alsacien.

À partir de 1995, des plaques de rues bilingues, à la fois en français et en alsacien, sont mises en place par la municipalité lorsque les noms de rue traditionnels étaient encore en usage dans le parler strasbourgeois. Le nom de la rue est ainsi sous-titré Schifflitgass.

## Bâtiments remarquables

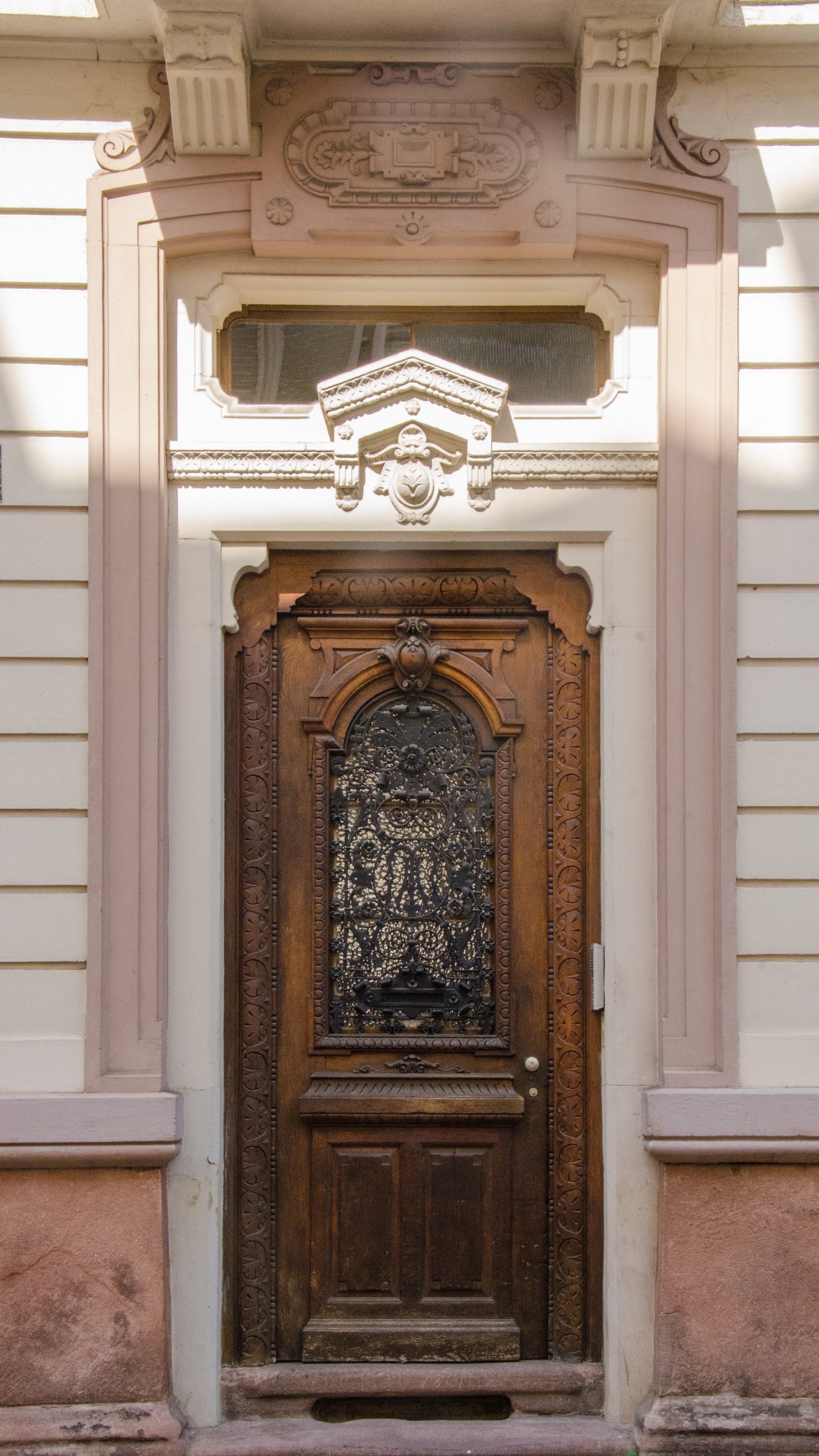
Porte de la villa Dürr (no 27).

no 2
no 8
no 10
no 12
nos 14-16le lycée Jean Geiler de Kaysersberg et ses annexes occupent ces bâtiments, construits par Fritz Beblo entre 1914 et 1916.

Lycée Jean Geiler de Kaysersberg.
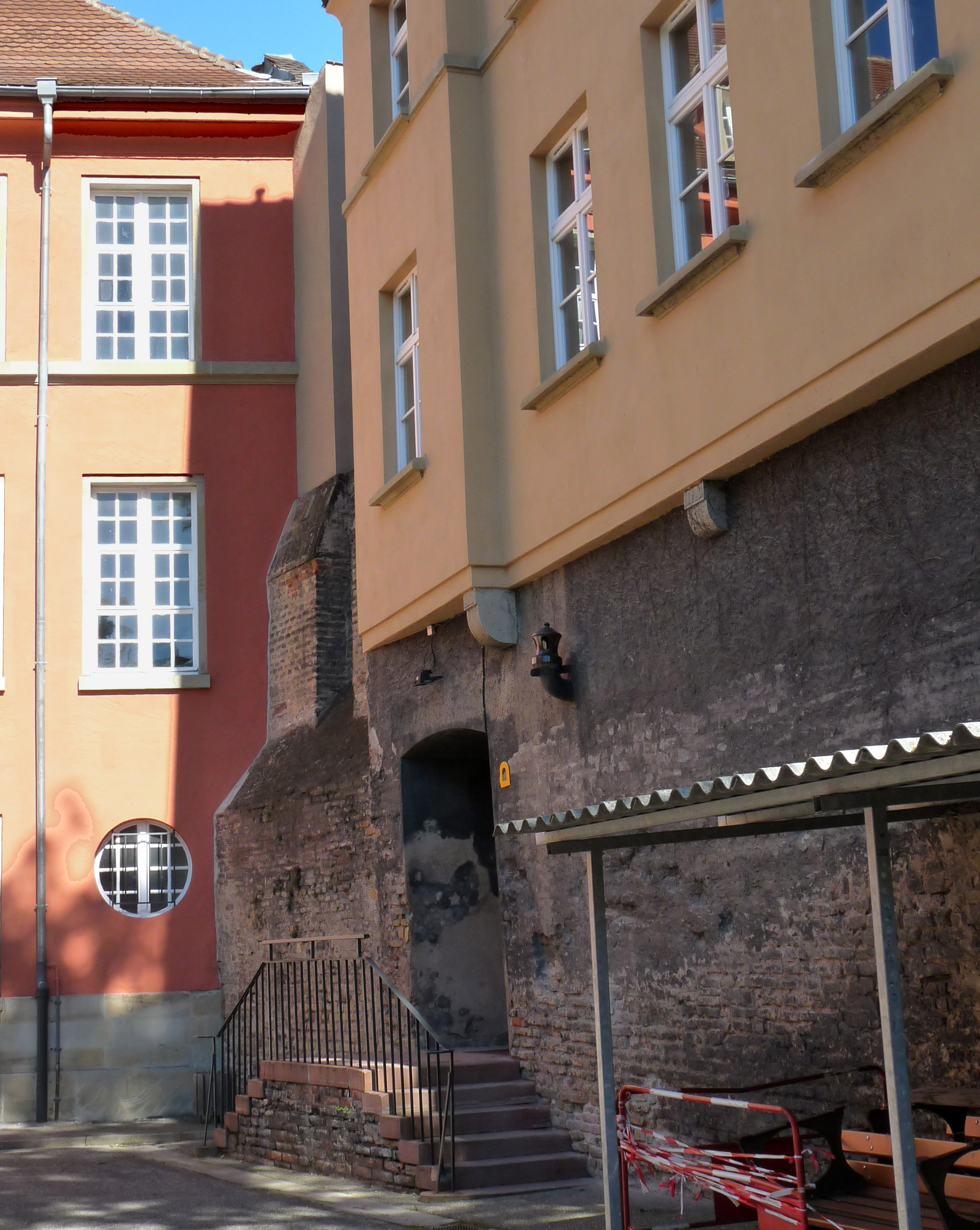
Vestiges de l'enceinte médiévale.
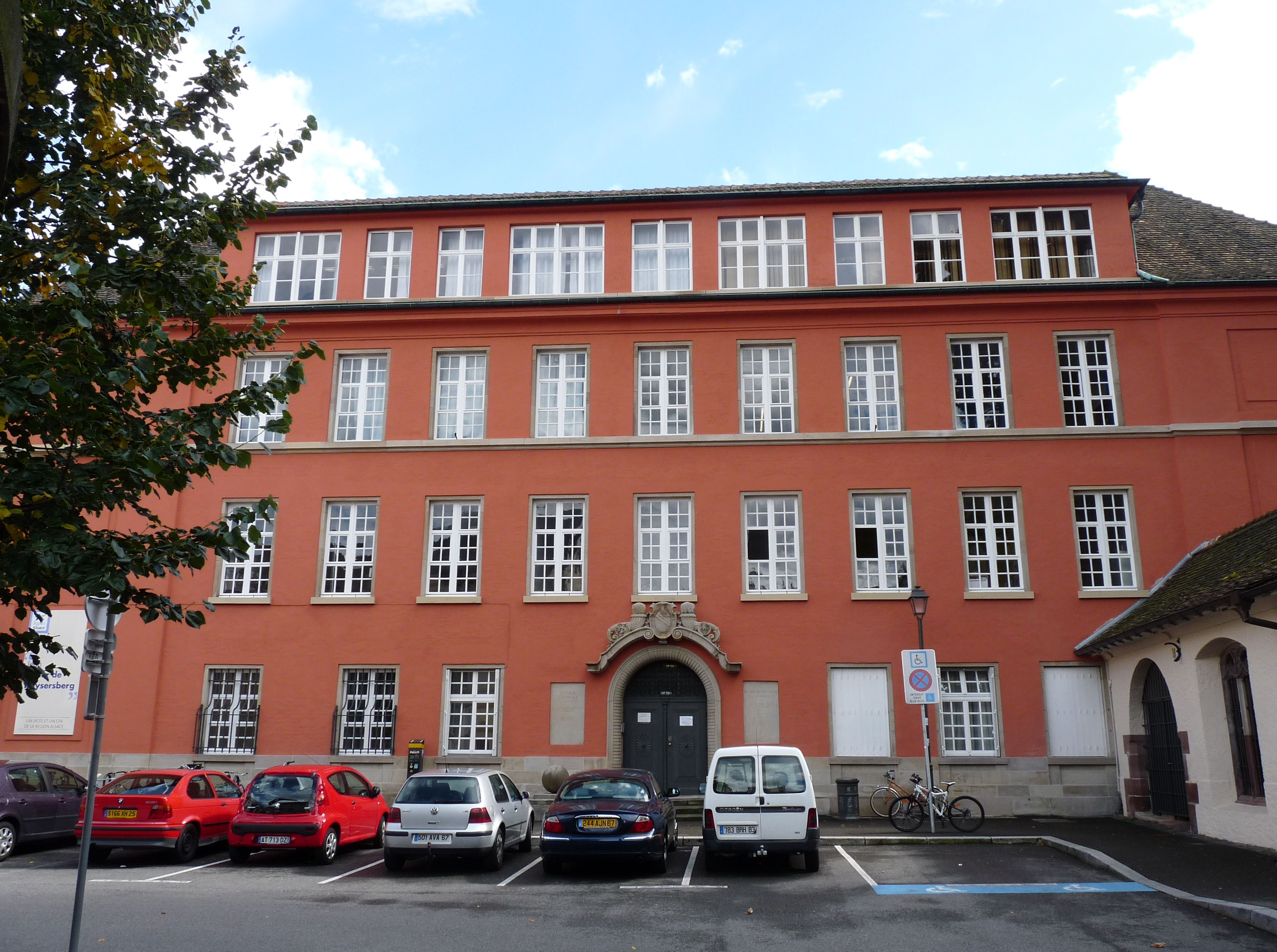
Façade.
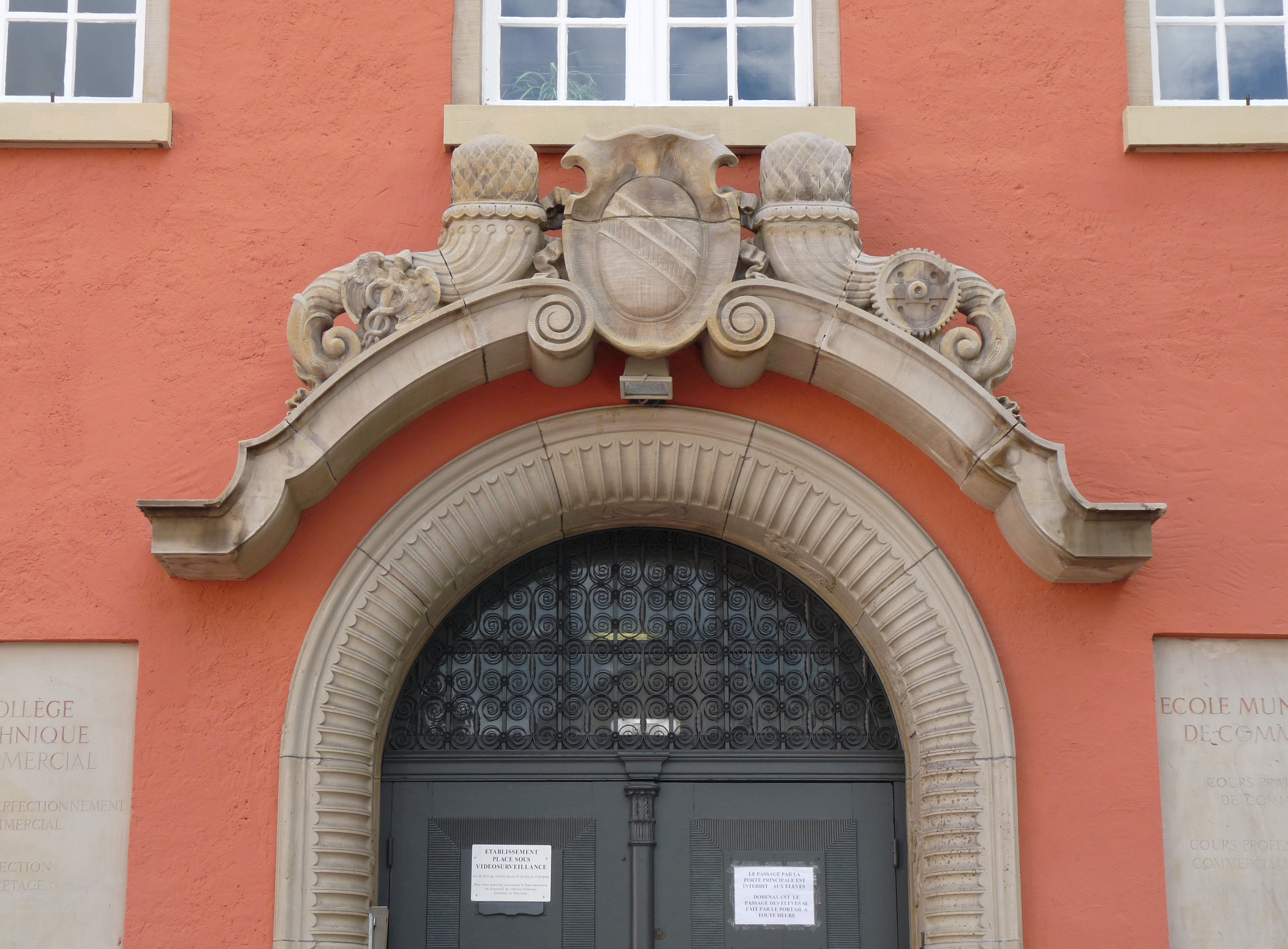
Portail d'entrée.

no 21
nos 25-27-29

## Transports en commun
Les arrêts de bus Bateliers de la ligne 10 et Krutenau de la ligne 30 se trouvent à proximité, respectivement au nord et à l'est de la rue.